# Nabil Berkak
Nabil Berkak est un footballeur franco-marocain né le 13 janvier 1984 à Rambouillet (Yvelines).

## Biographie
Ce joueur de petite taille (1,66 m pour 63 kg) est d'abord repéré par l'institut national de football (INF) alors qu'il évolue avec les équipes jeunes de Versailles.
Il rejoint ensuite le centre de formation de Troyes, signant son premier contrat pro avec le club aubois sous les ordres de l'entraîneur Faruk Hadžibegić. Il foule pour la première fois les pelouses en championnat de Ligue 1 en 2003.
Il évolue comme défenseur et milieu défensif à Troyes, son club formateur, de 2001 à 2008 où il connaît la Ligue 1 et la Ligue 2, mais surtout ... l'équipe réserve.
Lors de l'intersaison 2009, il participe au stage de l'UNFP destiné aux joueurs sans contrat.
Il porte par la suite les couleurs du FC Gueugnon, relégué en National, puis de Bergerac, en CFA 2 ..
Au total, Nabil Berkak joue 11 matchs en Ligue 1, 24 matchs en Ligue 2 et 16 matchs en National.

## Carrière
- 2002-2008 :  ES Troyes AC
- 2008-2009 :  FC Gueugnon
- 2010-2013 :  Bergerac Foot
- 2013-2015 :  Limoges FC
- 2015- :  Renaissance de Berkane[2]